# Sorbus oligodonta
Sorbus oligodonta är en rosväxtart som först beskrevs av Jules Cardot, och fick sitt nu gällande namn av Hand.-mazz.. Sorbus oligodonta ingår i släktet oxlar, och familjen rosväxter.

## Underarter
Arten delas in i följande underarter:
- S. o. oligodonta
- S. o. serrata